# Around the World (Aqua-sang)
 For alternative betydninger, se Around the World. (Se også artikler, som begynder med Around the World)
"Around the World" er den 10. single fra gruppen Aqua, og den niende under det nuværende navn.
Nummeret blev udgivet i april og maj 2000 (afhængigt af land) og var den anden single fra albummet Aquarius. Nummeret var ikke lige så vellykket som den tidligere single "Cartoon Heroes". På grund af dette, var dette den sidste single, som gruppen ønskede at udgive i Storbritannien; den ikke nåede ikke at komme ind i top 20, men toppede som nr. 26. I USA var den kun en promo.
Musikvideoen til nummeret fulgte det modne udseende fra singlen "Cartoon Heroes".